# 洪氏小壺蘚
洪氏小壺蘚（学名：Tayloria hornschuchii）为壺蘚科小壺蘚屬下的一个种。

## 扩展阅读
- 維基物種上的相關：洪氏小壺蘚